# Ion oxonio
En química, un ion oxonio es cualquier catión de oxígeno con tres enlaces. El ion oxonio más simple es el ion hidronio H3O+.

## Alquiloxonio
El hidronio es uno de una serie de iones de oxonio con la fórmula R3− nHnO+. El oxígeno suele ser piramidal con una hibridación sp3. Aquellos con n = 2 se denominan iones de oxonio primarios, un ejemplo es el metanol protonado. Otros iones de hidrocarburo oxonio se forman por protonación o alquilación de alcoholes o éteres (R−C−O−R1R2). En medios ácidos, el grupo funcional oxonio producido al protonar un alcohol puede ser un grupo saliente en la reacción de eliminación de E2. El producto es un alqueno. Generalmente se requieren condiciones extremas de acidez, calor y deshidratación.
Los iones de oxonio secundarios tienen la fórmula R2OH+, siendo un ejemplo los éteres protonados.
Los iones terciarios de oxonio tienen la fórmula R3O+, siendo un ejemplo el trimetiloxonio. Las sales de alquiloxonio terciario son agentes alquilantes útiles. Por ejemplo, tetrafluoroborato de trietiloxonio (Et
3O+
)(BF−
4), un sólido cristalino blanco, se puede utilizar, por ejemplo, para producir ésteres etílicos cuando las condiciones de esterificación tradicional de Fischer no son adecuadas. También se utiliza para la preparación de éteres enólicos y grupos funcionales relacionados.
|                                         |                                              |                                              |                                           |
| representación piramidal del ion oxonio | fórmula esqueletal del catión trimetiloxonio | modelo de barras y esferas de trimetiloxonio | modelo de espacio lleno de trimetiloxonio |

El oxatriquinano y el oxatriquinaceno son iones de oxonio inusualmente estables, descritos por primera vez en 2008. El oxatriquinano no reacciona con agua hirviendo o con alcoholes, tioles, iones haluro o aminas, aunque sí reacciona con nucleófilos más fuertes como hidróxido, cianuro y azida.

## Iones de oxocarbenio
Otra clase de iones de oxonio que se encuentran en la química orgánica son los iones de oxocarbenio, obtenidos por protonación o alquilación de un grupo carbonilo, por ejemplo, R−C=O−R′ que forma una estructura de resonancia con el carbocatión completo R−C−O−R′ y, por lo tanto, es especialmente estable:

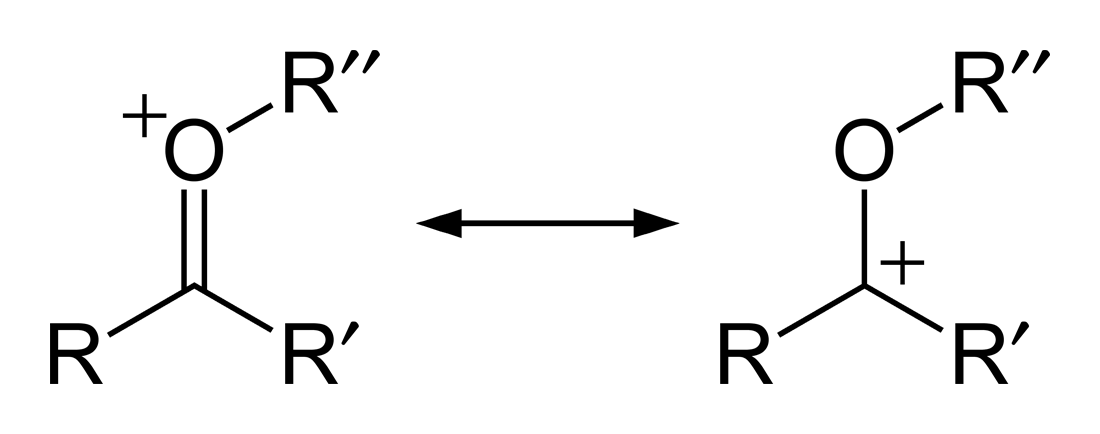
Resonancia de carbonil-oxonio

## Especies estabilizadas con oro
Una especie de oxonio inusualmente estable es el complejo de oro tris [trifenilfosfina de oro (I)] tetrafluoroborato de oxonio, [(Ph3PAu)3O] [BF4], donde se cree que las interacciones aurofílicas intramoleculares entre los átomos de oro son responsables de la estabilización de los cationes. Este complejo se prepara mediante el tratamiento de Ph3PAuCl con Ag2O en presencia de NaBF4:
3 Ph3PAuCl   +   Ag2O   +   NaBF4   →  [(Ph3PAu)3O]+[BF4]–   +   2 AgCl   +   NaCl
Se ha utilizado como catalizador para la transposición de Claisen.

## Relevancia para la química de los productos naturales
Los iones oxonio complejos bicíclicos y tricíclicos han sido propuestos como intermediarios clave en la biosíntesis de una serie de productos naturales por las algas rojas del género Laurencia.
Varios miembros de estas elusivas especies han sido preparados explícitamente por síntesis total, demostrando la posibilidad de su existencia. La clave para su generación exitosa fue el uso de un anión de coordinación débil (anión de Krossing, [Al (pftb)4]-, pftb = perfluoro-terc-butoxi) como contraanión. Como se muestra en el siguiente ejemplo, esto se ejecutó mediante una estrategia de abstracción de haluro transanular mediante la reacción del precursor del ion oxonio (un haluro orgánico) con la sal de plata del anión de Krossing Ag[Al(pftb)4] • CH2Cl2, generando el ion oxonio deseado con precipitación simultánea de haluros de plata inorgánicos. Los iones de oxonio resultantes se caracterizaron exhaustivamente mediante espectroscopia de resonancia magnética nuclear a baja temperatura (–78 °C) con el apoyo del cálculo de la teoría funcional de la densidad.
También se demostró que estos iones de oxonio dan lugar directamente a múltiples productos naturales relacionados al reaccionar con varios nucleófilos, como agua, bromuro, cloruro y acetato.